# Tratado de Adís Abeba
El Tratado de Adís Abeba (o Addis Abeba y Finfine) (En Italiano: Trattato di Addis Abeba, y en Amárico: የአዲስ አበባ ስምምነት), firmado el 23 de octubre de 1896, puso fin formalmente a la Primera Guerra Italo-Etíope en términos mayoritariamente favorables para el Imperio de Etiopía. Este tratado reemplazó un acuerdo secreto entre Etiopía e Italia negociado días después de la decisiva Batalla de Adua en marzo del mismo año, en la que las fuerzas etíopes comandadas por Menelik II derrotaron a los italianos. La concesión más importante que hicieron los italianos fue la derogación del Tratado de Wuchale y el reconocimiento de Etiopía como país independiente.
Tras la celebración de este tratado y antes de que finalizara el próximo año civil, el Reino Unido y Francia, que tenían posesiones coloniales en la frontera con Etiopía, también celebraron tratados con Etiopía que la trataban como un igual. El tratado con Francia se firmó a fines de enero de 1897, mientras que el tratado con el Reino Unido se firmó el 14 de mayo de 1897.

## Negociación del Tratado
En el texto italiano del Tratado de Wuchale, Etiopía estaba obligada a llevar todos los asuntos exteriores a través de Italia, lo que efectivamente convertía a Etiopía en un protectorado italiano, mientras que la versión amhárica simplemente le daba a Etiopía la opción de comunicarse con terceros poderes a través del Gobierno italiano. Al enterarse de esta divergencia del texto amárico, el Emperador Menelik creyó que los italianos lo habían engañado, lo que había llevado a la Guerra entre los dos países. Además, los italianos habían estado invadiendo cuidadosamente el Territorio Etíope durante los meses transcurridos entre la firma de ese tratado en 1889 y cuando comenzaron las hostilidades en 1895.
Por otro lado, su victoria en Adwa dio como resultado que Menelik estuviera en posesión de 3.000 soldados italianos, así como de un gran ejército victorioso que se enfrentaba a los restos desmoralizados de los militares italianos en Eritrea, estos últimos temiendo ser arrojados al mar en cualquier momento. momento. Además, cuando la noticia de la derrota llegó a Italia, el primer ministro Francesco Crispi se vio obligado a dimitir. El Emperador Etíope Menelik estaba negociando desde una posición de fuerza.
La oferta inicial italiana, presentada por el mayor Tomasso Salsa el 11 de marzo, ofrecía a Menelik Italia la derogación del Tratado de Wuchale y un nuevo tratado de paz y amistad, pero a cambio se mantiene "firme en su objetivo de no aceptar el protectorado de ninguna otra potencia". 
Menelik había ido a la guerra para mantener la independencia de su Imperio, no para cambiar un amo por otro; según Harold Marcus, Menelik estaba tan enojado con esta oferta que exigió el regreso de su tregua secreta, diciendo que mantendría como rehén al Mayor Salsa hasta entonces.
No fue hasta el 23 de agosto que los italianos finalmente acordaron la derogación incondicional del Tratado de Wuchale y el reconocimiento de la independencia soberana de Etiopía. Una vez que los italianos cedieron en este punto, las negociaciones procedieron rápidamente a los prisioneros de guerra italianos, que habían disfrutado de un "cautiverio razonablemente benigno" (palabras de Marcus), serían repatriados e Italia pagaría una indemnización de 10.000.000 liras italianas por su mantenimiento. Lo más sorprendente es que los italianos conservarían la mayoría, si no todos, los territorios más allá de los ríos Mareb-Belessa y May/Muni que habían tomado, Según los monárquicos abisinios, Menelik regaló una parte considerable de Tigray, que había sido tratado como parte del Imperio etíope desde tiempos inmemoriales.
La frontera entre Etiopía propiamente dicha y Eritrea se definió aún más en una serie de acuerdos en 1900, 1902 y 1908.